# Edward Górecki
Edward Górecki (ur. 3 sierpnia 1930 w Stonawie, zm. 18 października 2021) – śląski duchowny rzymskokatolicki i specjalista od prawa kanonicznego. Po ukończeniu Papieskiego Wydziału Teologicznego we Wrocławiu w 1963, zamieszkał we Wrocławiu. Jego małą ojczyzną było Zaolzie.

## Życiorys
Urodził się w Stonawie w rodzinie Zofii (z domu Ryba, po śmierci męża wyszła za Franciszka Lottera) i Jana Góreckich. W wieku 6 lat zmarł jego ojciec. Jego matka dwa lata później wyszła ponownie za mąż. Pochodzi z autochtonicznej rodziny polskiej zamieszkałej na Zaolziu. Miał brata Alfreda i siostrę Annę. Od 1936 uczęszczał do polskiej szkoły podstawowej w Stonawie, a w czasie okupacji do szkoły niemieckim językiem nauczania, jedynej istniejącej wówczas. W 1944 podjął pracę w kopalni. W latach 1945–1947 uczęszczał do gimnazjum w Orłowie, a w następnych latach (1947–1949) do Liceum Ogólnokształcącego Męskiego im. Antoniego Osuchowskiego w Cieszynie.

## Wykształcenie
Po maturze złożył podanie o przyjęcie do seminarium duchownego w Ołomuńcu. Najpierw studiował teologię na Wydziale Teologicznym w Ołomuńcu (1949–1950), a po jej zniesieniu przeniósł się do Polski, gdzie ukończył Papieski Wydział Teologiczny we Wrocławiu (1959–1963). Po specjalizacji z prawa kanonicznego uzyskał doktorat z prawa kanonicznego (1972). W 1990 został habilitowany na Papieskim Wydziale Teologicznym we Wrocławiu, w 1995 uzyskał tytuł profesora. Jednocześnie pracował w sądzie kościelnym i kurii arcybiskupiej we Wrocławiu. Od 1991 wykładał prawo kościelne na odnowionym wydziale teologicznym w Ołomuńcu, a po jego ustanowieniu został kierownikiem wydziału prawa kościelnego (1997–2005). Specjalizował się w prawie małżeńskim, zagadnieniu kolegialności i ekumenizmu w Kościele.

## Lata działalności
Od 1971 wykładał na Papieskim Wydziale Teologicznym we Wrocławiu, a od 1991 na CMTF w Ołomuńcu. Na CMTF poprowadził 2 prace doktorskie, 14 licencjonowanych i 97 prac dyplomowych. W Polsce prowadził 6 prac doktorskich, 11 licencjonowanych i 47 prac dyplomowych. Opublikował dwie monografie w języku czeskim, kilka artykułów z zakresu naukowego postępowania oraz podręczniki do nauczania. W języku polskim opublikował kilkadziesiąt artykułów – 39 naukowych opracowań prawa kanonicznego opublikowanych w naukowych czasopismach kanonicznych, teologicznych i innych (Prawo Kanoniczne – Warszawa, Colloquium Salutis i Wrocław Przegląd Teologiczny – Wrocław, Chrześcijanin w świecie – Warszawa), publikacjach jubileuszowych. Był autorem recenzji. W grudniu 2008 brał udział w pracach Państwowej Komisji Akredytacyjnej pod kontrolą Instytutu Prawa Kanonicznego na Wydziale Prawa, Prawa Kanonicznego i Administracji Katolickiego Uniwersytetu Jana Pawła II w Lublinie. Był recenzentem Centralnej Komisji ds. Dyplomów i stopni naukowych w Warszawie oraz członkiem dwóch międzynarodowych towarzystw prawa kanonicznego.
Pochowany na Cmentarzu św. Wawrzyńca we Wrocławiu. 

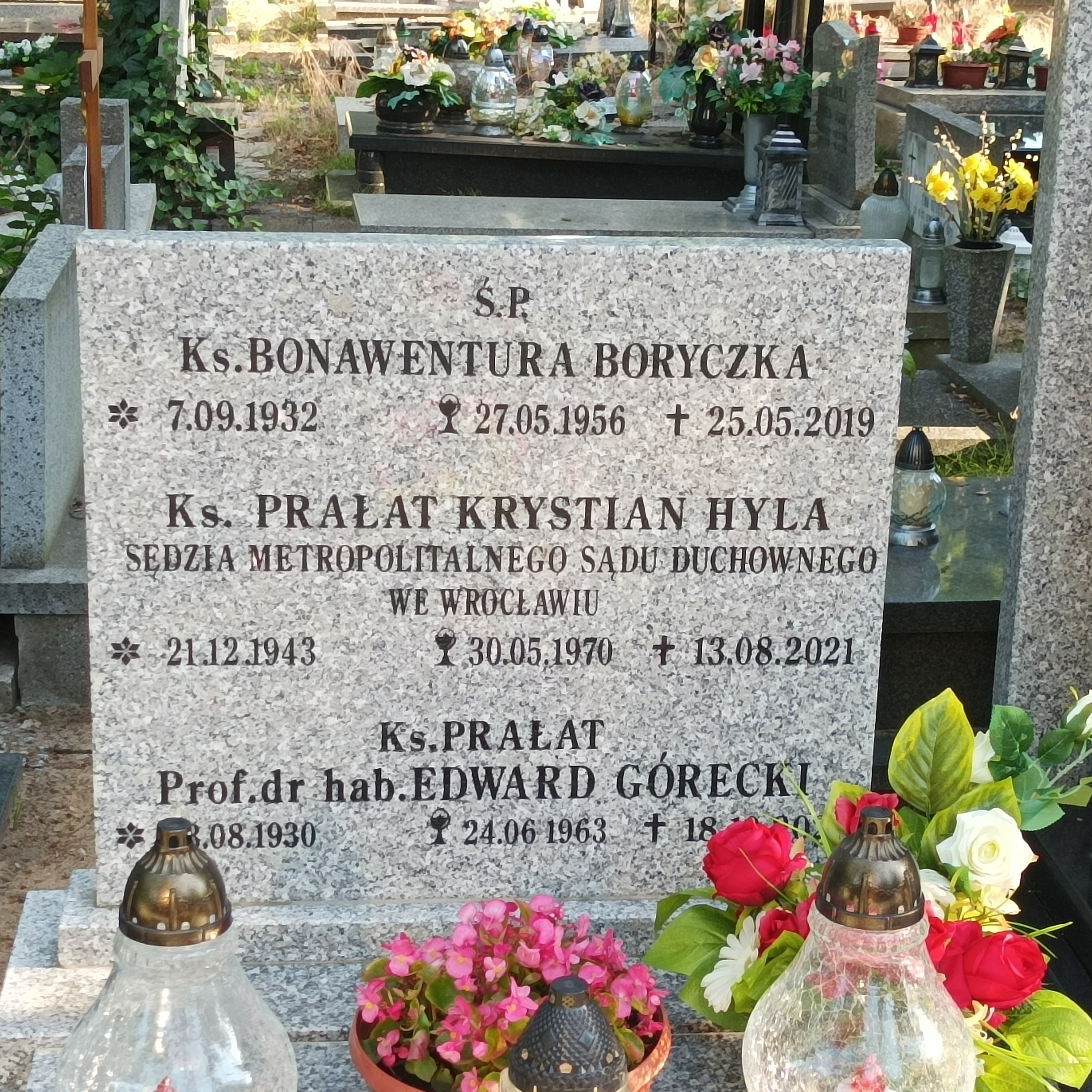
Grób ks. prof. Edwarda Góreckiego na cmentarzu św. Wawrzyńca we Wrocławiu

## Publikacje
- Církev se uskutečňuje ve farnosti, Olomouc: MCM, 1996.
- Obecné normy Kodexu kanonického práva I. a II, Olomouc: MCM, 1994.
- Territorialität und Personalität in der Ausübung des Verkündigungs- und Heiligungsamtes der Kirche, w: P. Erdö, P. Szabó (eds.), Territorialità e personalità nel Diritto canonico ed ecclesiastico, Budapest: Steny István Társulat, 2002. s. 669–686.
- Poważny brak rozeznania oceniającego jako tytuł nieważności małżeństwa, w: A. Dziega, M. Wróbel (eds.), Kościelne prawo procesowe. Materiały i studia (tom 3), Lublin 2003, s. 11–24.
- Rada kapłańska, w: J. Krukowski, T. Rozkrut, Struktury kolegialne w Kościele partykularnym, Tarnów 2004, s. 81–93.
- Jan Paweł II a Synod Biskupów w latach 1978–2003, w: S. Tymosz (ed.), Synodalność Kościoła w nauczaniu i działalności Jana Pawla II, Lublin 2004, s. 15–33.
- Pozycja biskupa w Kościele partykularnym, w: J. Krukowski, M. Sitarz (eds.), Kościół partykularny w Kodeksie Jana Pawła II, Lublin 2004, s. 77–89.
- Mniejszość przedmiotem duszpasterskiej troski biskupa diecezjalnego, w: Ecclesia et Status. Księga Jubileuszowa z okazji 40-lecia pracy naukowej Profesora Józefa Krukowkiego, Lublin 2004, s. 413–423[3].